# 고려 세조
고려 세조 왕륭(高麗 世祖 王隆, ? ~ 897년 음력 5월)은 후삼국시대 후고구려의 군인이자 정치인이다. 고려의 추존왕이며 태조 왕건의 아버지다. 개성 송악산 남쪽 기슭에서 살았는데 송악의 호족이었다가 892년 궁예가 군왕을 자칭하고 거병하자 송악군의 사찬(沙湌)으로서 군졸을 이끌고 그의 휘하에 들어갔고, 금성태수(金城太守)를 역임하였다. 초명은 용건(龍建)이라 전하나 고려사의 원본인 고려실록과 고려 왕실 공식 가계인 왕대종족기, 고려 성원록 같은 정사서나 왕실 계보 등에는 등장하지 않는 이름이다, 자는 문명(文明), 묘호는 세조(世祖)이고, 시호는 위무대왕(威武大王)이다.
1027년(현종(顯宗) 18)에 원열(元烈)의 시호가 추가되고 1253년(고종(高宗) 40)에 또 가하여 민혜(敏惠)라 하여 원렬민혜위무대왕(元烈敏惠威武大王)이 되었다.

## 생애
본관은 개성으로, 의조와 신천(信川) 장자의 딸인 원창왕후 저민의의 넷째 아들로 태어났다. 그러나 다른 설에 의하면 왕륭이 4형제 중 장남이라 한다. 초명은 용건(龍建)이고 자는 문명인데, 877년(헌강왕 3년) 동리산문(桐裏山門)의 선승 도선의 예언으로 아들을 낳으니 곧 왕건이다. 도선의 지시로 이름을 륭(隆)으로 바꾸었다.
신라의 정치가 쇠퇴하여 견훤과 궁예가 서남과 한산주를 차지하고 패권을 다투고 있을 때 송악군의 성주로 있었다.
896년 궁예가 양길을 정복하고 서북의 패권을 차지하자 그에게 귀복하여 금성태수에 임명되었다. 이때 궁예에게 “대왕께서 만일 조선·숙신·변한 땅의 왕이 되고자 하신다면 송악에 발어참성(勃禦塹城)을 쌓고, 먼저 신의 아들 왕건을 성주로 삼는 것이 좋을 것입니다.”라고 건의하자 궁예가 그의 말을 따라 왕건을 송악 성주로 임명하였다.
897년 음력 5월 금성군에서 죽으니 영안성 강변의 석굴에 장사지냈다. 후일 왕건이 고려를 건국하자 세조위무대왕(世祖威武大王)으로 추존하고, 무덤을 창릉(昌陵)이라 하였다. 현종 때인 1027년(현종 18년) 원열(元烈)의 시호가 더해지고, 1253년(고종 40년) 민혜(敏惠)의 시호가 추가되었다.
능은 1217년 3월 11일 봉은사로 이장되었다가 1243년 강화 개골동으로 다시 이장되었다.

## 가계
- 아버지 : 의조(懿祖)
- 어머니 : 원창왕후(元昌王后)
  - 부인 : 위숙왕후(威肅王后) 한씨(韓氏)
    - 아들 : 태조(太祖, 877~943, 재위:918~943)

  - 동생 : 왕평달(王平達)
    - 조카 : 왕식렴(王式廉, ?~949) 大匡
    - 조카 : 왕신(王信, ?~926) 元尹
    - 조카 : 왕육(王育)

  - 동생 : 개성 왕씨
    - 조카 : 왕희순(王希順)
    - 조카 : 왕삼순(王三順) 元尹

  - 동생 : 개성 왕씨
    - 조카 : 왕만세(王萬歲) 大匡

## 기타
- 사학자 박은봉은 왕륭의 성씨인 왕(王)이 왕건이 왕이 된 뒤 이름 첫 자인 왕(王)을 이름으로 삼은 뒤 붙여졌다고 주장한다.[1]

## 세조가 등장한 작품
- 《태조 왕건》(KBS, 2000~2002, 배우:신구)

## 같이 보기
| - 후삼국 시대 - 통일 신라 - 궁예 - 견훤 - 양길 - 왕건 - 왕희순 - 왕식렴 - 왕신 - 작제건 - 왕국조 - 왕평달 | - 도선 - 도선비기 - 후고구려 - 강충 - 기훤 - 아자개 - 환선길 |